# Claude François Joseph d’Auxiron
Claude François Joseph d’Auxiron (* 31. Mai 1731 in Besançon, Franche-Comté, Frankreich; † 27. März 1778 in Paris) war ein französischer Ingenieur, Erfinder und Pionier der Dampfschifffahrt. Er war Chevalier des Ordre royal et militaire de Saint-Louis.

## Familie
Claude d’Auxiron war der Sohn von Jean-Baptiste d’Auxiron, einem Doktor der Medizin, und Anne-Elisabeth Maire. Er hatte zwei ältere Brüder, Jean Baptiste und Pierre Claude. Er heiratete nie und hatte auch keine Nachkommen.

## Militärzeit
Er studierte an der École royale d’artillerie de Metz und zeigte besondere Fähigkeiten in Mathematik und Naturwissenschaften. Er diente danach zunächst im Régiment d’infanterie d’Austrasie, und später war er Lieutenant in einem Artillerie-Regiment. Nachdem er in England Dampfmaschinen im Einsatz gesehen hatte, schrieb er eine Abhandlung darüber, wie man die Wasserversorgung von Paris mittels Dampfmaschinen bewerkstelligen könne. Außerdem schrieb er über Grundsätze des Regierens.

## Dampfschiffpionier
Mit seinem Freund Charles François Monnin de Follenay diskutierte Claude François Joseph d’Auxiron die Möglichkeit, Schiffe mittels Dampfmaschine anzutreiben. Die Idee faszinierte ihn so sehr, dass er 1770 die Armee verließ und nach Paris ging, um ein Dampfschiff zu bauen. Zwei Jahre lang versuchte er, bei staatlicher Stelle Gehör zu finden, bis er endlich am 14. Mai 1772 die Zusage bekam, für 15 Jahre das alleinige Nutzungsrecht zu erhalten, falls er es schaffen würde, ein funktionierendes Dampfschiff zu bauen. Er gründete eine Firma, und Monnin de Follenay half ihm Geldgeber zu finden.
Auf der Île des Cygnes bei Paris war inzwischen mit dem Bau eines Schiffes begonnen worden, das im Dezember 1772 vom Stapel lief. Das Schiff wurde zum Feuerschutz mit einem Backsteinfundament ausgestattet, auf dem im Januar 1773 der Dampfkessel installiert wurde. Im April wurde schließlich der Zylinder auf dem Kessel montiert. Am 21. April 1773 besuchte Claude Périer das Schiff. Die Bevölkerung spottete zunächst über das Dampfschiff, kurze Zeit später kam es jedoch zu Drohungen, und d’Auxiron ließ das Schiff vom Militär bewachen. Später wurde es nach Meudon verlegt, wo es in einer Nacht im September 1774 sank. Claude d’Auxiron äußerte den Verdacht, dass Widersacher das Schiff absichtlich versenkt hätten, diese wiederum behaupteten, d’Auxiron hätte das Schiff selbst versenkt, weil er bemerkt hatte, das es eine Fehlkonstruktion sei. Heute vermutet man, dass es zu einem Unfall kam, weil die Dampfmaschine zusammen mit dem Backsteinfundament für das kleine Schiff viel zu schwer waren.
Der Verlust des Schiffes war ein herber Rückschlag für Claude François Joseph d’Auxiron. Er lernte Claude François Jouffroy d’Abbans, der ebenfalls die Idee entwickelt hatte, ein Dampfschiff zu bauen, kennen. Monnin de Follenay und d’Auxiron ermutigten ihn, ein eigenes Boot zu bauen. Kurze Zeit später am 27. März 1778 erlitt Claude François Joseph d’Auxiron einen Schlaganfall und starb.

## Publikationen
- Projet patriotique sur les eaux de Paris, ou Mémoire sur les moyens de fournir à la ville de Paris des eaux saines, 1765
- Principes de tout gouvernement, ou Examen des causes de la splendeur ou de la foiblesse de tout État considéré en lui-même et indépendamment de ses moeurs, 1766 (Band 1 online)(Band 2 online)
- Comparaison du projet de M. de Parieux de l’Académie des Sciences pour donner de l’eau à la ville de Paris, 1769
- Examen des decisions de M. l’abbe Morelet, sur les trois questions importantes qui sont le sujet de son memoire, 1769
- Réponse au Mémoire de M. Perronet, par M. d'Auxiron, 1776
- Théorie des fleuves avec l’art de bâtir dans les eaux et d’en prévenir les racages, 1769 (online)(Übersetzung von Abhandlung vom Wasserbau an Strömen von Johann Esaias Silberschlag)